# Hook-a-Gate
Hook-a-Gate – wieś w Anglii, w hrabstwie Shropshire. Leży 4 km na południowy zachód od miasta Shrewsbury i 224 km na północny zachód od Londynu.